# Мини-парк

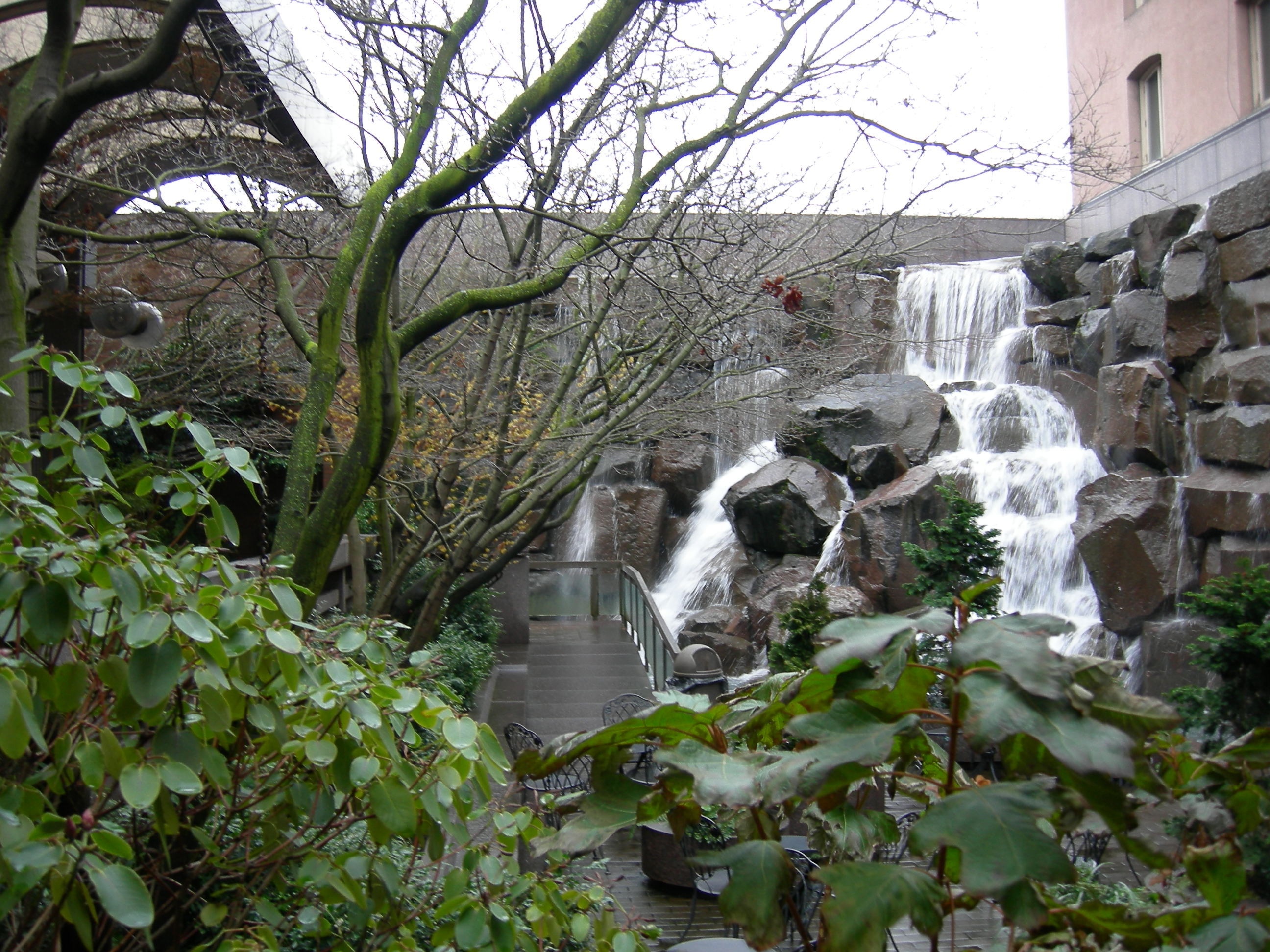
Мини-парк с водопадом в районе Площадь пионеров (Сиэтл) (Сиэтл, США)

Мини-парк, карманный парк; в англоязычных странах известен как pocket park, parkette, mini-park, vest-pocket park или vesty park — маленький парк со свободным доступом. Расположение, элементы и использование мини-парков значительно различаются от страны к стране, но общей определяющей характеристикой такого парка является его малый размер. Как правило, мини-парк занимает площадь менее 0,4—0,5 гектар.
Мини-парк — это небольшое ландшафтное пространство, обеспечивающее зону отдыха, обычно сооружаемое на пустующем или недостаточно используемом участке. 
Мини-парки могут быть городскими, пригородными или сельскими, но обычно они разбиваются в густонаселённых районах, где земля очень дорогая, а пространство для создания крупных парков ограничено. Мини-парки часто создаются на небольших, неправильной формы участках государственной или частной земли, например, на свободных участках под застройку, на заброшенных промышленных объектах, рядом с железными дорогами, под инженерными коммуникациями или на парковочных местах.
Мини-парки могут создавать новые общественные пространства без необходимости крупномасштабной реконструкции. В городских районах такие парки часто являются частью усилий по оживлению городского пространства, превращая недоиспользуемые или запущенные территории в живые общественные активы.
Обычные элементы мини-парков (западного мира) включают скамейки, столы, фонтаны, игровые площадки, скульптуры, исторические указатели, художественные инсталляции, площадки для барбекю, цветочные клумбы, баскетбольные площадки. Хотя такие парки как правило слишком малы для размещения площадок для спортивных игр (баскетбол, гандбол и т. д.), они обеспечивают горожан зеленью, местом, где можно посидеть на воздухе и отдохнуть, а также экологическим плацдармом для городской дикой природы.

## История

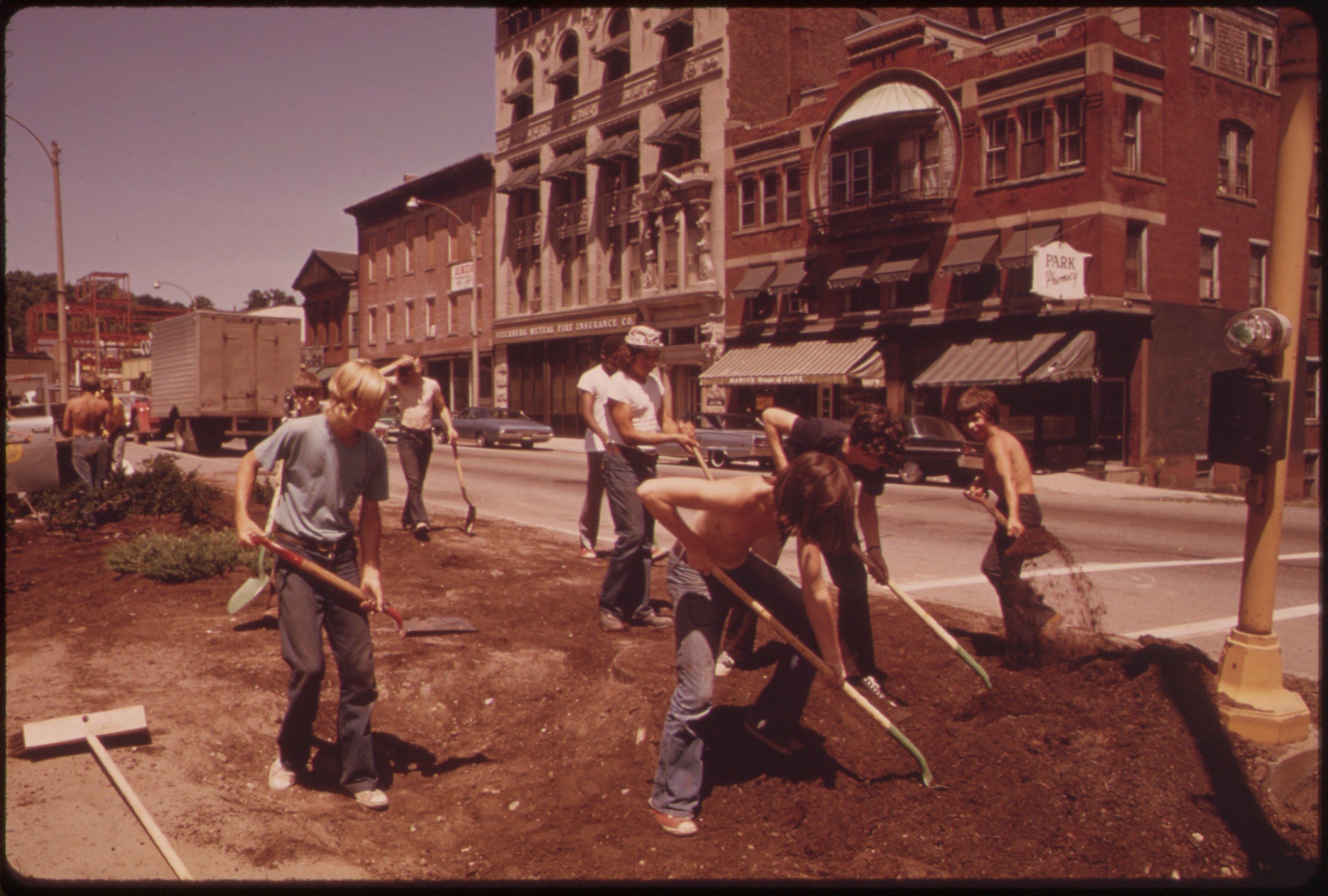
Члены Корпуса молодёжных возможностей возводят мини-парк на Мэйн-стрит города Фитчберг (штат Массачусетс, США), 1973 год.

Первые мини-парки начали появляться в Европе после Второй мировой войны. По мере того как города́ начали восстанавливаться после крупномасштабного ущерба, нанесенного военными действиями (бомбардировки, нехватка денег, рабочей силы и строительных материалов), потребовались дешёвые, простые и минималистичные решения для восстановления городских ландшафтов. Эти ограничения способствовали преобразованию сильно повреждённых участков городов в небольшие общественные парки, которые повторяли первоначальную самобытность района в мирное время.
В 1950-х годах такие же парки, по примеру европейских, стали появляться в США. Вдохновленный этой реадаптацией городского пространства, ландшафтный архитектор и профессор Карл Линн предложил преобразовать пустыри в Балтиморе, Филадельфии и Вашингтоне в «общественные пространства».

## Разработка и дизайн
Мини-парки обычно разбиваются на небольших, уединённых, неправильной формы и физически повреждённых участках. Поскольку эти участки могут не способствовать коммерческой застройке, земля, на которой они расположены, часто является относительно дешёвой в приобретении, и преобразование заброшенного участка в общественную или зелёную зону может быть единственной реальной возможностью для перепланировки. Таким образом, размещение и создание мини-парков, как правило, является оппортунистическим продуктом экологических обстоятельств, а не результатом преднамеренного генерального планирования.
Из-за своих небольших размеров мини-парки обычно обслуживают гиперлокальное население, а ограниченные возможности для формирования и функционирования парков тесно связаны с потребностями местного сообщества.
Ресурс «Лаборатория городского дизайна» (Индия) делит мини-парки на три типа:
- «Активные». Концепция таких парков заключается в том, что их пространство ориентировано на физическую активность сообщества, в котором они расположены. Процесс разработки концепции таких парков ориентирован на образ жизни конкретного сообщества, чтобы соответствовать его потребностям. От детской площадки до баскетбольной площадки — всё это привлекает людей, заинтересованных в определённом виде деятельности.
- «Пассивные». Такие парки создаются без конкретной цели или направления как место, где люди могут отдохнуть от повседневной жизни. Их цель проста: предоставить людям место, куда они могут прийти и присесть или просто прогуляться. Благодаря такому акценту, как фонтан или центральная композиция, они не ориентированы на определённую роль.
- «Бонусные». Общественные скамейки и места для отдыха, которые со временем превращаются в парки, ориентированные на деятельность в этой зоне, называются «бонусными парками». Они не планируются заранее и появляются на перекрёстках или в других застроенных зонах. Из-за своего происхождения они обычно очень маленькие по площади по сравнению с вышеупомянутыми категориями. Это места, в которые люди попадают случайно, и они также могут быть общественными зонами в частных владениях.

## Влияние на общество
Несмотря на свою небольшую площадь, мини-парки могут значительно повысить качество жизни жителей прилегающих кварталов.
Мини-парки предотвращают чрезмерную застройку в густонаселённых районах и изменяют форму застроенной территории, создавая островки тени, тишины и уединения, которые в противном случае было бы трудно найти в городских районах. Ухоженные мини-парки могут сдерживать визуальные признаки городской запущенности, препятствуя вандализму, который происходит на заброшенных участках. Усилия по благоустройству мини-парков могут повысить эстетическую привлекательность района и сформировать четкую, позитивную визуальную идентичность города в целом.
Крошечные размеры мини-парков позволяют им легче вписываться в пустующие объекты, разбросанные по всей городской структуре. Таким образом, мини-парки могут улучшить здоровье и способствовать социальной сплочённости жителей часто недостаточно обслуживаемых городских кварталов с высокой плотностью населения.
Участки зелёного ландшафта и проницаемые поверхности мини-парков могут смягчить эффект городского острова тепла, помочь в управлении ливневыми стоками и контролировать микроклимат. Мини-парки также могут привлекать и укрывать городских диких животных, особенно птиц. Однако такие парки, как правило, предназначены для использования только человеком и, следовательно, могут приносить лишь весьма ограниченную экологическую пользу птицам и животным.
Мини-парки, если они воспринимаются как привлекательные и безопасные места, могут повысить уровень физической активности, побуждая семьи с детьми гулять там.
В Калифорнии действует закон, запрещающий лицам, совершившим преступления на сексуальной почве, жить в пределах 2000 футов от парка или школы. Поэтому в Лос-Анджелесе были случаи, когда мини-парки создавались в первую очередь для того, чтобы вынудить этих бывших преступников переехать из данного района города.

## По странам
Первый мини-парк в Чили был разбит в столице страны, Сантьяго, в 2016 году. Он расположен близ официальной резиденции президента страны, Ла Монеда.
В Мехико (столица Мексики) действует городская программа по содействию созданию до 150 мини-парков площадью 400 м² или менее на пустырях и бывших дорожных перекрёстках. Более-менее известны из них «Сад Эдит Санчес Рамирес» и «Графиня».
В Кракове (Польша) муниципальный совет по управлению зелёными зонами в 2018 году выступил с инициативой по улучшению качества общественных пространств и количества зелёных насаждений путём создания восемнадцати новых мини-парков, которые были созданы по образцу успехов мини-парков «Пейли» в Нью-Йорке и «Джона Ф. Коллинза» в Филадельфии.

## Некоторые известные мини-парки
Сортировка по умолчанию — по названию, по алфавиту. Также любой столбец можно отсортировать по алфавиту / в обратном порядке (по возрастанию / убыванию), нажав на заглавие столбца.
| Название                                      | Местонахождение                                               | Площадь, м² | Фото     | Примечательные особенности, ссылки |
| --------------------------------------------- | ------------------------------------------------------------- | ----------- | -------- | --- |
| Бальфур                                       | Чиппендейл, Новый Южный Уэльс, Австралия                      | 640         | ещё фото | Парк примечателен оригинальными кирпичными инсталляциями; монолитные бетонные скамьи; много родов цветов и кустарников на малой площади: Ceratopetalum gummiferum, банксия, каллистемон, Callitris rhomboidea, Syzygium smithii, тонкосемянник, эвкалипт, гревиллея.            |
| Домашний сад                                  | Санту-Антониу, Макао                                          |             | ещё фото | В 2005 году парк внесён в список объектов ЮНЕСКО. В парке находятся старый особняк, Старое протестантское кладбище и художественная галерея. |
| Домино                                        | Уильямсберг, Бруклин, Нью-Йорк, США                           | 20 234      | ещё фото | Представляет собой узкую зелёную полосу размерностью примерно 400 на 50 м вдоль залива Ист-Ривер. В парке есть детская площадка, площадка для собак, волейбольная площадка, площадка для игры в бочче; подсвеченный танцующий фонтан.                                           |
| Игровая площадка Винсента Ф. Альбано-младшего | Кипс-Бей, Ист-Сайд, Манхэттен, Нью-Йорк, США                  | 1416        | ещё фото | Детская площадка, площадка для гандбола. |
| Парк Данте                                    | Манхэттен, Нью-Йорк, США                                      | 567         | ещё фото | «Ядро» парка — статуя Данте Алигьери. |
| Парк площади Абингдон                         | Гринвич-Виллидж, Манхэттен, Нью-Йорк, США                     | 1012        | ещё фото | Один из старейших парков города. |
| Парк площади Джексон                          | Гринвич-Виллидж, Манхэттен, Нью-Йорк, США                     | 919         | ещё фото | Имеет строго треугольную форму. В центре парка установлен фонтан. |
| Парк при станции Бродвью                      | Торонто, Онтарио, Канада                                      | 932         |          | |
| Пейли                                         | Мидтаун, Манхэттен, Нью-Йорк, США                             | 390         | ещё фото | Разбит на месте снесённого ночного клуба «Аист». Водопад-стена высотой 6,1 м, производящий «серый шум»; вообще парк с трёх сторон окружён стенами; 12 высоких деревьев вида гледичия трёхколючковая, две стены увиты плющом; более десятка столов и несколько десятков стульев. |
| Площадь Верди                                 | Верхний Вест-Сайд, Манхэттен, Нью-Йорк, США                   | 405         | ещё фото | «Ядро» парка — статуя Джузеппе Верди высотой 7,9 м. |
| Придорожный карманный парк Святой Анны        | Драмкондра, Ирландия                                          | 120         |          | Представляет собой узкую зелёную полосу длиной 40 м и шириной 1—6 м. |
| Слеза                                         | Бэттери-Парк-сити, Нижний Манхэттен, Манхэттен, Нью-Йорк, США | 7284        | ещё фото | В основном парк предназначен для детей. |
| Фонтан Жирара                                 | Старый город, Филадельфия, Пенсильвания, США                  | 607         | ещё фото | «Ядром» парка был (1971—1996) — бюст Бенджамина Франклина, покрытый примерно 80 000 пении, собранными местными школьниками; работает небольшой фонтан. |
| Штраус                                        | Верхний Вест-Сайд, Манхэттен, Нью-Йорк, США                   |             | ещё фото | «Ядро» парка — бронзовая статуя нимфы, смотрящей на спокойную водную гладь в небольшом резервуаре перед ней. |

## Галерея

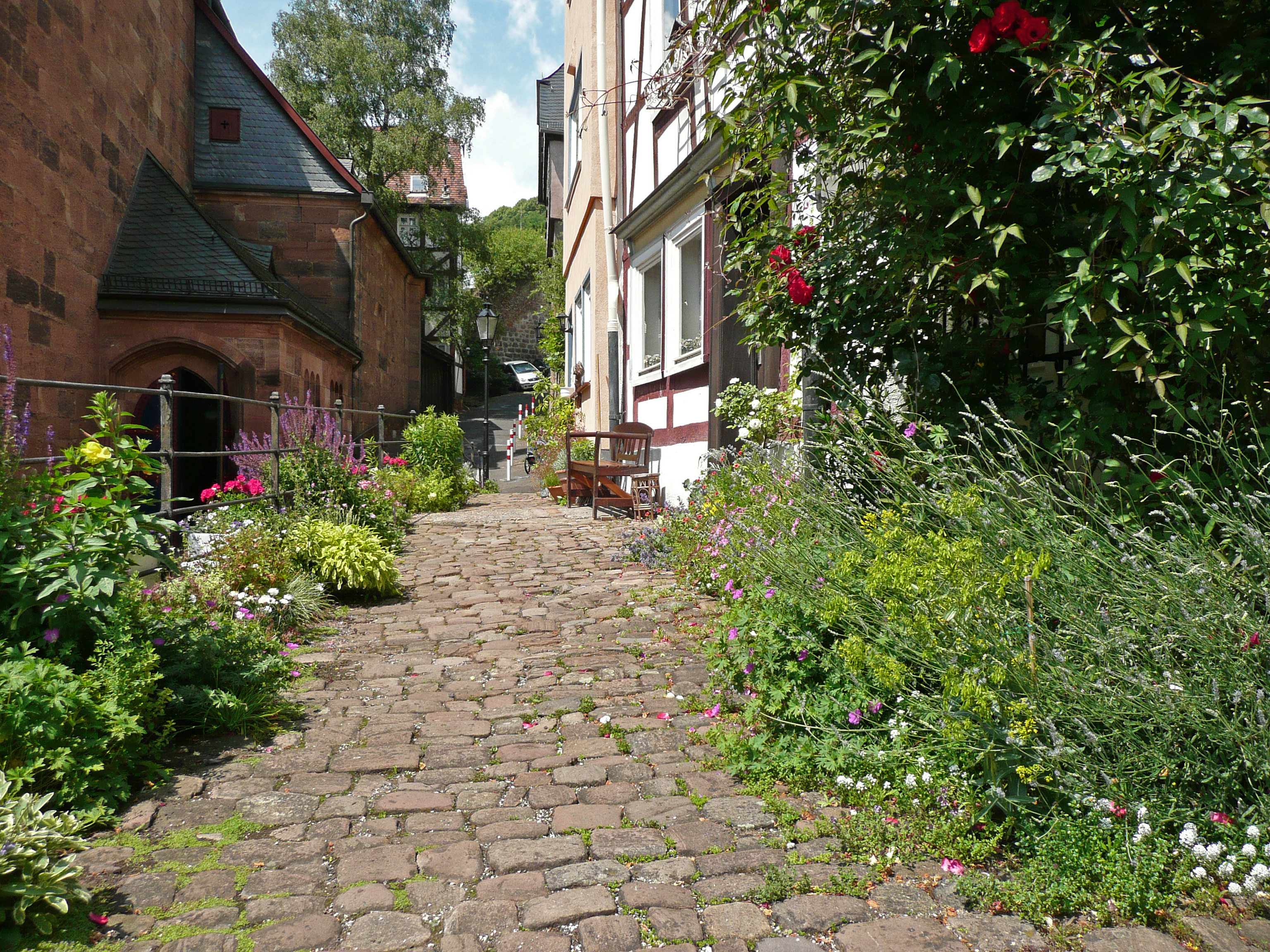
Мини-парк в Марбурге примечателен булыжной дорожкой и цветочными клумбами
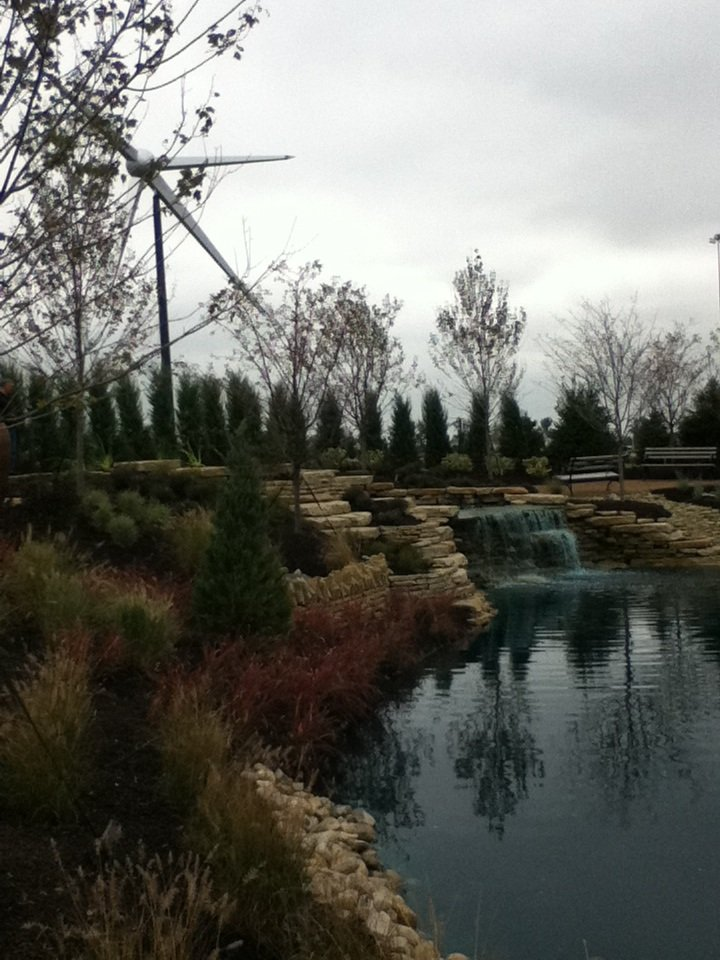
«Парк основателя Полариса»[21] в Колумбусе (Огайо, США) примечателен 11-метровой «ветряной скульптурой»
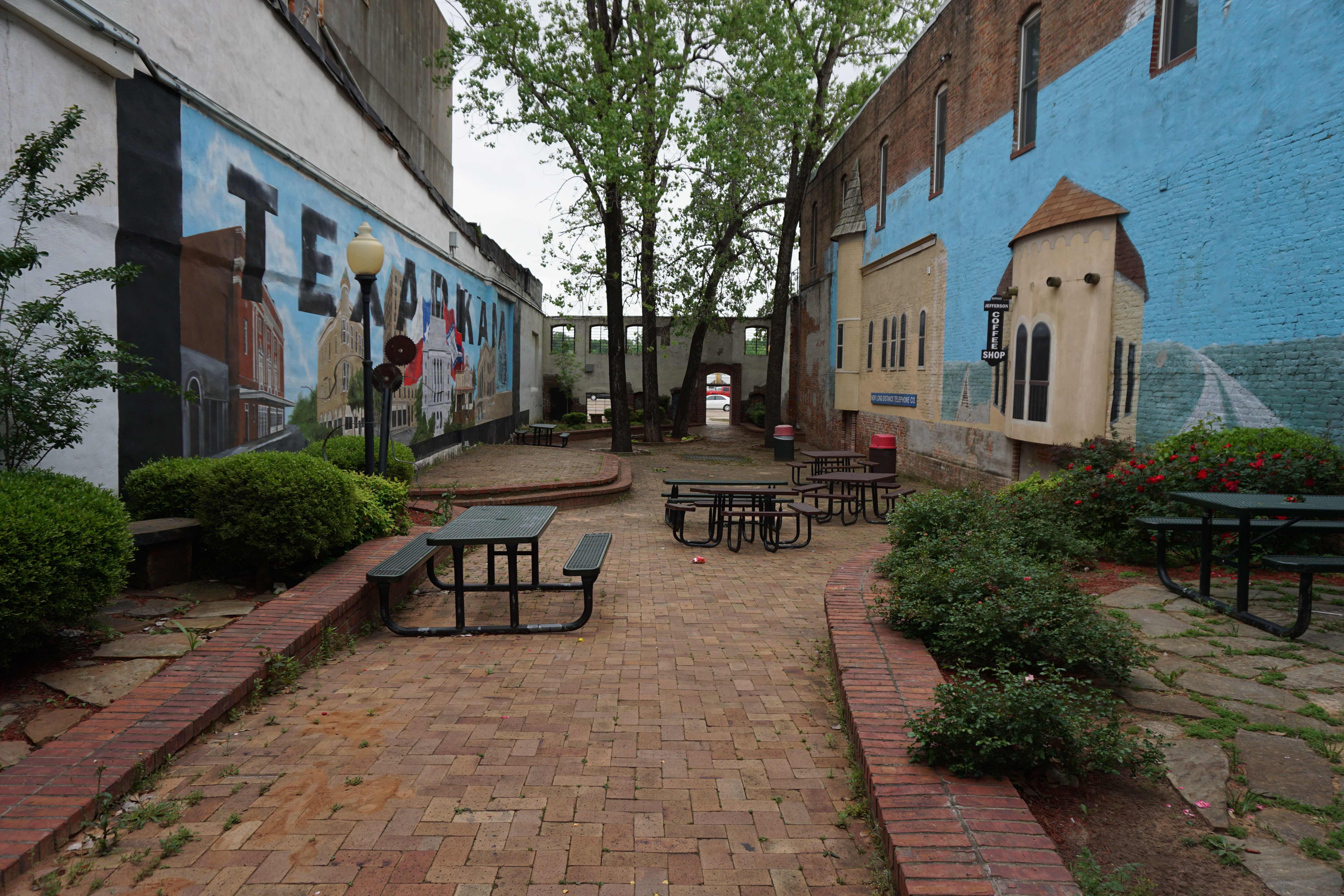
Парк Брод-стрит в городе Тексаркана (Арканзас, США) разбит между двумя коммерческими зданиями на главной улице[англ.]
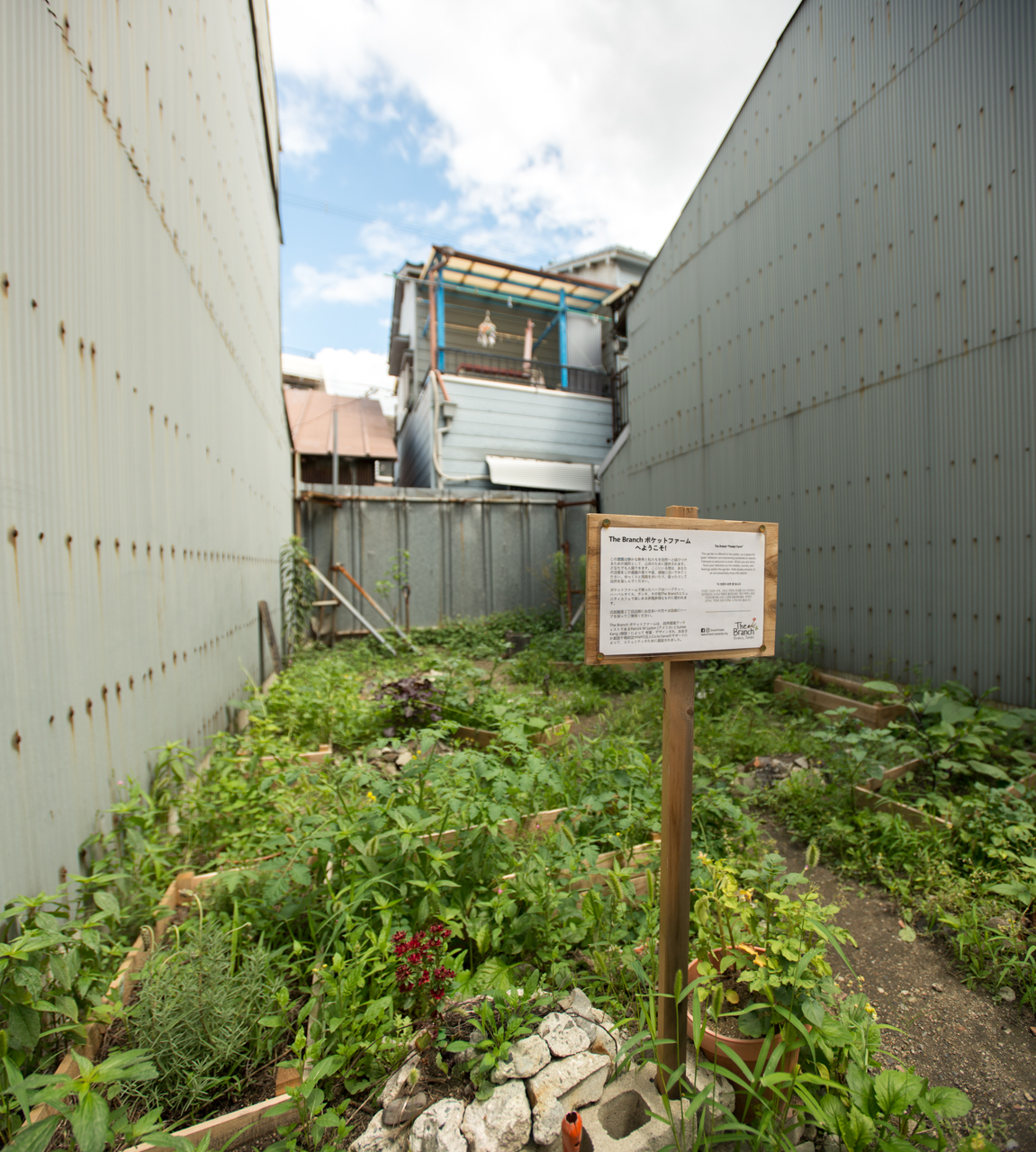
«Карманная ферма» — это бесплатное открытое место (мини-ферма) в мини-парке, управляемое местными художниками и используемое для проведения мастер-классов по экохудожеству. Один из крайне малочисленных парков района Суминоэ[англ.] города Осака (Япония).